# Tysk (skolefag)
 For alternative betydninger, se Tysk. (Se også artikler, som begynder med Tysk)
Tysk i skolen som første moderne fremmedsprog var i Danmark en fremherskende model indtil 2. verdenskrig, hvorefter engelsk blev 1. fremmedsprog og tysk 2. fremmedsprog og fransk 3. fremmedsprog.

## Folkeskolen
Indtil omkring 1990 var engelsk og tysk ligestillede, obligatoriske
fag i den danske folkeskole med samme læseplaner og samme prøvekrav. Fransk læste
man typisk i 10. klasse og i gymnasiet. Så ændredes loven, således at tysk fra at
være obligatorisk blev et fag, som skulle tilbydes fra 7. klasse, mens fransk blev
valgfag, som kunne vælges fra 8. klasse – dog med den mulighed at fransk kunne
tilbydes alternativt til tysk fra 7. klasse. Disse tanker resulterede i, at der i
perioden frem til folkeskoleloven af 1993 blev arbejdet med 2 forskellige udviklingsmodeller, nemlig:
- 1.	en model med engelsk fra 4. klasse, tysk fra 6. og fransk fra 8. klasse, den såkaldte 4-6-8 model; men trods mange positive erfaringer med denne model ophørte den sammen med vedtagelsen af folkeskoleloven af 1993. Samtidig blev der lukket af for forsøgene med tysk i 6. klasse. På dette tidspunkt var der mere end 100 folkeskoler i Danmark, der havde positive erfaringer med tysk fra 6. klasse. De private skoler kunne dog fortsætte med den tidlige start på 2. fremmedsprog.
- 2.	en model med valgfrihed mellem tysk og fransk som 2. fremmedsprog.

Også disse forsøg blev stoppet – undtagen igen på de private skoler.
Sprogforløbet i folkeskolen blev derefter enten
- 1.	obligatorisk engelsk fra 3.- 4. klasse – tysk som tilbudsfag fra 7. klasse og fransk som valgfag fra 8. klasse – altså mulighed for 3 fremmedsprog, eller
- 2. obligatorisk engelsk fra 3.- 4. klasse – mulighed for valg mellem tysk og fransk som tilbudsfag fra 7. klasse – og endelig mulighed for valg af tysk/fransk som 3. fremmedsprog i 8.- 9. klasse.

Dette resulterer dog i praksis typisk i, at eleverne ikke får mulighed for at vælge et 3. fremmedsprog i 8.-9. klasse.
Konklusion:

Eleverne vælger altså i dagens folkeskole ofte et sprog fra i stedet for at vælge til, nemlig på de skoler, som tilbyder fransk alternativt til tysk som tilbudsfag fra 7. klasse. I praksis vil meget få elever dér få mulighed for at lære sig 3 fremmedsprog.
Resultaterne af den førte sprogpolitik er efter erfarne tysklæreres mening bl.a.
- at eleverne nu kan komme igennem folkeskolen uden overhovedet at have stiftet bekendtskab med nabosproget tysk,
- at valget mellem tysk og fransk i folkeskolen er problematisk. Tysk er nært beslægtet med dansk og for danskere sprogpædagogisk 'let' – og selv de svagere elever oplever typisk, at de meget hurtigt kan forstå ganske meget talt og skrevet tysk,
- at valget for en del elever kan have uhensigtsmæssige konsekvenser, idet de kan risikere at komme ud af folkeskolen med kun ét fremmedsprog, fordi fransk alligevel var for svært. Omvalg/fravalg har for alvor her givet mange elever alvorlige problemer,
- at man på skoler, hvor man tilbyder såvel tysk som fransk, nødvendigvis må dele klasserne op på tværs i tysk- og franskhold – med alle de organisatoriske problemstillinger, det medfører, f.eks. i forbindelse med lejrskoler og ekskursioner,
- at der meget ofte dannes små franskhold med de dygtigste elever, mens tyskholdene typisk er store med også mange svagere elever fra flere klasser.
- at skoleskift vanskeliggøres på grund af de forskellige muligheder for 2. og evt. 3. fremmedsprog,
- at 2. fremmedsprog starter alt for sent i forhold til engelsk, som i folkeskolen starter i 3. klasse og på mange privatskoler endnu tidligere. 2. fremmedsprog, tysk, bør ifølge tysklærere starte i 5.- 6. klasse;
- Der er ingen tvivl om, at mange elever sagtens kunne have positivt udbytte af tre fremmedsprog i folkeskolen. Med tysk fra 5.- 6. klasse ville der kunne blive naturligt plads til et 3. fremmedsprog fra 7.- 8. klasse.

Tysklærere mener sammenfattende, at tysk er det naturlige 2. fremmedsprog i den danske
folkeskole, og at faget bør styrkes i hele uddannelsesforløbet. Tyskland er vor nærmeste nabo,
vor største handelspartner, og et land, som vort sprog og kultur er tæt knyttet til. Tysk er
det sprog, som flest af EU's indbyggere har som modersmål og det sproglige bindeled til de østeuropæiske lande.
Tysklærere mener derfor, at sprogene efter engelsk bør opprioriteres. Engelsk
som fremmedsprog alene er ikke nok! Det sprogpolitiske mål i EU — og dermed
også i Danmark — er modersmålet + mindst 2 fremmedsprog. Her er tysk det
naturlige 2. fremmedsprog – og lovens nuværende 'skal tilbydes' og 'kan tilbydes'
giver i praksis ikke en tilstrækkelig klar prioritering. Der foreslås derfor følgende
ordning for fremmedsprogene i folkeskolen:
engelsk som 1. fremmedsprog, obligatorisk fra 3. klasse
tysk som 2. fremmedsprog fra 5.-6. klasse, som tilbudsfag i et 4 – 5-årigt forløb med afsluttende mdtl. og skr. prøve (gerne med en obligatorisk mundtlig prøve som i engelsk)
fransk eller andre sprog som 3. fremmedsprog i 7.- 9. klasse (prøveforberedende valgfag)

## Tysk i gymnasiet og i de videregående uddannelser
Der er en række sammenhængende årsager til, at fremmedsprogsundervisningen i Danmark
i gymnasiet, på lærerseminarierne, på handelshøjskolerne,
CBS og på universiteterne er under pres. Med undtagelse af engelsk er store fremmedsprog som fx tysk og fransk nærmest under afvikling. Inden gymnasiereformen trådte i kraft, havde 41% af eleverne 3 fremmedsprog; nu er dette tal faldet til 6%.
Det er derfor nødvendigt, at der strukturmæssigt skabes ordentlige rammer for, at eleverne i gymnasiet kan vælge tre fremmedsprog – såvel i reformens bloksystem som på den enkelte skole.
Der er i december 2007 indgået et forlig om ændringer af reformen af de gymnasiale uddannelser.
Det vurderes imidlertid, at aftalen ikke er tilstrækkelig til at løse det reelle problem for
fremmedsprogsundervisningen i gymnasiet.
Det hilses velkommen, at skolerne fra 2009 skal tilbyde studieretninger
med 3 sprog på stx og hhx. Men erfaringer fra gymnasier, der har udbudt
en studieretning med 3 fremmedsprog, viser, at søgningen har været begrænset.
Det derfor vigtigt, at B-niveauet i begyndersprog bliver genindført
for at sikre mangfoldigheden i gymnasiesprogene og for at sikre, at der
bliver dannet et rekrutteringsgrundlag, så de elever, der har forudsætninger
for det, kan tage det pågældende fag på A-niveau i 3.g. Dette vil også åbne
muligheden for at vælge et 3. fremmedsprog.
Forslaget om, at elever i en studieretning kan fravælge et naturvidenskabeligt fag på B-niveau,
hvis de yderligere vælger latin på C-niveau, vil formentlig ikke få den helt store virkning i praksis.
Dansk kultur er tæt forbundet med Europas sprog og kultur. Derfor er det vigtigt, at der opretholdes en tæt forbindelse med de store europæiske sprog tysk, fransk og spansk. Det kan kun gøres ved at forbedre vilkårene for mindst to andre fremmedsprog ud over engelsk.

## Danske tysklærerforeninger
- Tysklærerforeningen for Grundskolen (TLFG) – tysklaerer.dk — på Facebook
- Tysklærerforeningen for Gymnasiet og HF – EMU-hjemmeside Arkiveret 4. november 2011 hos  Wayback Machine — på Facebook
- Handelsskolernes Tysklærerforening – Handelsskolernes Tysklærerforenings hjemmeside
- Seminariernes Tysklærerforening –